# Омар, Ильхан
Ильхан Абдуллахи Омар (англ. Ilhan Abdullahi Omar; род. 4 октября 1981, Могадишо, Сомали) — американский политик сомалийского происхождения, член Демократической партии от штата Миннесота. В 2016 году была избрана членом Палаты представителей штата Миннесота, став первой из числа американцев сомалийского происхождения, кто был избран в состав законодательного органа США.
6 ноября 2018 года Омар стала первой американкой сомалийского происхождения, избранной в Конгресс США (членом Палаты представителей США от штата Миннесота). Также Ильхан Омар (наряду с Рашидой Тлаиб) стала первой мусульманкой, избранной в Конгресс США. Кроме того, Омар — первая представительница небелого населения, избранная в состав Палаты представителей США от штата Миннесота.

## Биография
Родилась 4 октября 1981 года в Могадишо, детство провела в Байдабо. Была младшей из 7 детей. Отец Ильхан, Нур Омар Мухамед, — сомалиец, занимался подготовкой педагогов. Её мать — Фадума Абукар Хаджи Хуссейн, из конфедерации бенадири — умерла, когда Ильхан было 2 года. После смерти матери девочку растили отец и дед. Деда Ильхан звали Абукар, он возглавлял Национальное управление Сомали в сфере морского транспорта, её дяди и тёти работали педагогами и чиновниками. После начала гражданской войны в Сомали в 1991 году семья Омар вместе с ней бежала из страны, и 4 года они провели в лагере беженцев в Кении.
В 1995 году семья Омар в качестве беженцев получили разрешение поселиться в США, первое время они жили в округе Арлингтон. Позднее они переехали в Миннеаполис, там Омар выучила английский язык. Её отец после переезда в США работал сначала таксистом, затем работником почты. Во время взросления Ильхан её отец и дед рассказывали ей о важности демократии, также девочка ходила вместе с ними на кокусы. В 2000 году в возрасте 19 лет Омар получила гражданство США.
В 2011 году Ильхан Омар окончила Университет штата Северная Дакота со степенью бакалавра в области политологии и международных отношений.

## В Палате представителей США
В августе 2019 года Омар и Рашиде Тлаиб — её коллеге по Демократической партии в Палате представителей — было отказано во въезде в Израиль в связи с их поддержкой политики бойкота (BDS) — в соответствии с израильским законом (2017), запрещающим въезд в страну лицам, поддерживающим бойкот Израиля. Согласно организации NGO Monitor, одним из двух спонсоров несостоявшегося визита Тлаиб и Омар было НКО «Мифтах», известное своей антиизраильской деятельностью и поддержкой BDS.